# Nado sincronizado no Campeonato Mundial de Esportes Aquáticos de 2017 - Rotina livre dueto misto
A prova da rotina livre dueto misto  é um dos eventos do Campeonato Mundial de Esportes Aquáticos de 2017 que foi realizado entre os dias 21 de julho e 22 de julho de 2017 na cidade de Budapeste, na Hungria. 

## Calendário
| Fase          | Data        | Hora  |
| ------------- | ----------- | ----- |
| Eliminatórias | 21 de julho | 19:00 |
| Final         | 22 de julho | 19:00 |

## Medalhistas
| Ouro                                           | Prata                                            | Bronze                                   |
| Rússia · Mikhaela Kalancha · Aleksandr Maltsev | Itália · Giorgio Minisini · Mariangela Perrupato | Estados Unidos · Bill May · Kanako Kitao |

## Resultados
| Pos.              | Nacionalidade  | Nadadores                             | Eliminatória | Eliminatória | Final   | Final |
| Pos.              | Nacionalidade  | Nadadores                             | Pontos       | Pos.         | Pontos  | Pos.  |
| ----------------- | -------------- | ------------------------------------- | ------------ | ------------ | ------- | ----- |
| Medalha de ouro   | Rússia         | Mikhaela Kalancha Aleksandr Maltsev   | 92.0000      | 1            | 92.6000 | 1     |
| Medalha de prata  | Itália         | Giorgio Minisini Mariangela Perrupato | 90.8333      | 2            | 91.1000 | 2     |
| Medalha de bronze | Estados Unidos | Bill May Kanako Spendlove             | 88.0333      | 3            | 88.7667 | 3     |
| 4                 | Japão          | Atsushi Abe Yumi Adachi               | 86.9333      | 4            | 88.0000 | 4     |
| 5                 | Espanha        | Berta Ferreras Pau Ribes              | 85.5000      | 5            | 85.7333 | 5     |
| 6                 | Canadá         | Rene Prevost Isabelle Rampling        | 83.0667      | 6            | 83.5667 | 6     |
| 7                 | Brasil         | Renan Souza Giovana Stephan           | 80.4000      | 7            | 80.0667 | 7     |
| 8                 | China          | Sheng Shuwen Shi Haoyu                | 76.5333      | 8            | 77.2333 | 8     |
| 9                 | Alemanha       | Amelie Ebert Niklas Stoepel           | 73.9667      | 9            | 74.5000 | 9     |
| 10                | Grécia         | Vasileios Gkortsilas Vasiliki Kofidi  | 69.7333      | 10           | 69.8333 | 10    |
| 11                | Panamá         | Gabriela Bello Alberto Pinto          | 60.2000      | 11           | 60.7667 | 11    |

Legenda
| Recorde mundial       | Recorde mundial (World record)               |                       | Recorde africano                      | Recorde africano (African) |                                           | Q | Classificado por posição (Qualified) |
| Recorde do campeonato | Recorde do campeonato (Championship record)  | Recorde da América    | Recorde da América (Americas)         | q                          | Classificado por melhor tempo (Qualified) |   |                                      |
| Melhor marca do ano   | Melhor marca do ano (World leading)          | Recorde asiático      | Recorde asiático (Asian)              | DNS                        | Não largou (Did not start)                |   |                                      |
| Recorde nacional      | Recorde nacional (National record)           | Recorde europeu       | Recorde europeu (European)            | DNF                        | Não terminou (Did not finish)             |   |                                      |
| Recorde pessoal       | Recorde pessoal do atleta (Personal best)    | Recorde da Oceania    | Recorde da Oceania (Oceania)          | DSQ / DQ                   | Desclassificado (Disqualified)            |   |                                      |
| Recorde da temporada  | Recorde da temporada do atleta (Season best) | Recorde sul-americano | Recorde sul-americano (South America) | NM                         | Sem marca (No mark)                       |   |                                      |